# 沼津市立金岡小学校
沼津市立金岡小学校（ぬまづしりつ かなおかしょうがっこう）とは、静岡県沼津市江原町にある公立小学校。地元民には、金小（かなしょう）という呼び名で、親しまれる。

## 沿革
- 1870年（明治3年）1月 - 東沢田に「沢田学校所」設立。「沼津兵学校付属小学校第一分校」と改称[1]。
- 1902年（明治35年）4月 - 「金岡尋常高等小学校」に改称[1]。
- 1941年（昭和16年）4月 - 「沼津市金岡国民学校」に改称。
- 1947年（昭和22年）4月 - 「沼津市立金岡小学校」に改称。
- 1963年（昭和38年）7月 - プール完成[1]。
- 1972年（昭和47年）4月 - 「沼津市立門池小学校」が独立[1]。
- 1973年（昭和48年）3月 - 小鳥小屋完成[1]。
- 1974年（昭和49年）7月 - 小プール完成[1]。
- 1979年（昭和54年）4月 - 「沼津市立沢田小学校」が独立[1]。
- 1993年（平成5年）7月 - 校舎A・B棟完成[1]。
- 1994年（平成6年）10月 - 校舎C棟完成[1]。
- 2004年（平成16年）3月 - 体育館（地区センター併設）完成[1]。